# Thesium dollineri
Thesium dollineri är en sandelträdsväxtart. Thesium dollineri ingår i släktet spindelörter, och familjen sandelträdsväxter.

## Underarter
Arten delas in i följande underarter:
- T. d. dollineri
- T. d. simplex